# 马光华
马光华（1938年—2016年2月7日），男，回族，西藏拉萨人，中华人民共和国政治人物，曾任西藏自治区人大常委会秘书长、副主任。